# سید امیر پروین‌حسینی
امیر پروین‌حسینی تهیه‌کننده، نویسنده و کارگردان ایرانی است.
او تهیه‌کنندگی آثار معروفی از جمله فیلم‌های «من سالوادور نیستم»، «زاپاس»، «آینه بغل»، «خجالت نکش»، «دره ستارگان» و سریال «ساخت ایران» (فصل ۱، ۲ و ۳) را برعهده داشته است.
پروین حسینی از بنیان‌گذاران و رئیس «انجمن تشکل‌های فیلمسازی ایران» نیز است.
در برخی گفت‌و‌گوها درباره جریان خصوصی‌سازی سینمای ایران و ساخت فیلم‌های کمدی صحبت داشته است.

## رویکرد
تمایلات فیلم‌سازی وی در حوزه تصویر، جوایز مختلفی را در زمینه تهیه‌کنندگی از آن خود کرده‌است. وی همواره گرایش به سمت ساخت فیلم‌هایی داشته که کارکردی منطقه‌ای دارند. از ساخت فیلم در ترکیه گرفته تا چین و برزیل و … نشانگر تمایل و ذهنیت او برای ساخت فیلم‌هایی است که خارج از ایران اتفاق می‌افتند، به نظر می‌رسد پروین حسینی، که در دانشکده صدا و سیما درس خوانده، با مبانی علم بازاریابی آشنایی کامل داشته، بر اساس تشخیص نیازی واقعی موضوعات را انتخاب می‌کند. به بیانی به صورت علمی ایده و طرح اولیه فیلمها، بر اساس تشخیص یک نیاز اجتماعی یا فرهنگی از خود او است و سپس پاسخ به آن نیاز را در ساخت فیلم جستجو می‌نماید. با مروری بر آثار وی در می‌یابیم، همواره تلاش کرده خود را در ساخت و شیوه‌های تولید از قالب‌های کلیشه‌ای و سنتی رها نموده و مرزهای جغرافیایی را نیز بشکافد.

## سوابق تحصیلی و مدیریتی
- فارغ‌التحصیل کارشناسی تولید (گرایش فیلمسازی) از دانشکده صدا و سیما
- فارغ‌التحصیل دوره تحصیلات تکمیلی ارتباطات گرایش تبلیغات از دانشکده صدا و سیما
- دارای درجه هنری در رشته تهیه‌کنندگی از وزارت فرهنگ و ارشاد اسلامی
- فارغ‌التحصیل دوره بازیگری کارگردانی تئاتر از مرکز آموزش فیلمسازی
- فارغ‌التحصیل دوره بازیگری کارگردانی نمایش از حوزه هنری سازمان تبلیغات اسلامی
- دارای گواهینامه مدیریت استراتژیک از دانشکده اقتصاد دانشگاه تهران
- مدرس دانشگاه
- عضو هیئت مدیره اتحادیه تولیدکنندگان فیلم و برنامه‌های تصویری ایران
- رئیس هیئت مدیره انجمن تشکل‌های فیلمسازی ایران

## فیلم‌شناسی

### سینمایی
- دو روی پاییز  (۱۴۰۴)
- خجالت نکش۲:جدایی قنبر از صنم (۱۴۰۳)
- خجالت نکش (۱۳۹۷)
- آینه بغل (۱۳۹۶)[۵]
- دره ستارگان (۱۳۹۵)
- زاپاس (۱۳۹۴)[۶]
- من سالوادور نیستم (۱۳۹۴–۱۳۹۳)[۷]
- اخلاقتو خوب کن (۱۳۸۹)
- راز مهتاب (۱۳۸۶)[۸]

### تلویزیونی
- فیلم‌های سفر آخر، پل، پرواز، روز شصتم
- سریال رؤیای کبود (۱۳۷۹)
- سریال غیرمحرمانه (۱۳۸۷)[۹][۱۰]
- سریال لطفا دور نزنیم (۱۳۸۸)
- سریال دارا و ندار (۱۳۸۹)
- سریال دوپینگ (۱۳۹۹)

### رسانه خانگی
- سریال خجالت نکش ۲ (۱۴۰۳)
- سریال ساخت ایران ۳ (۱۴۰۰)
- سریال ساخت ایران ۲ (۱۳۹۷)
- سریال ساخت ایران (۱۳۹۰)[۱۱]
- تله فیلم معتاد اجباری[۱۲]
- تله فیلم یک بام و دو هوا
- تله فیلم روزی که مرد شدم

## جوایز
- برنده جایزه بزرگ هیئت داوران جشنواره FFTG برای فیلم ثریا[۱۳]
- برنده جایزه بهترین فیلم خارجی از جشنواره فلو برای فیلم گلادیاتور[۱۴]
- برنده تندیس چهارمین جشنواره ملی رمز موفقیت
- برنده سیمرغ بهترین فیلم اول از جشنواره فیلم فجر بابت فیلم سینمایی خجالت نکش
- برنده جایزه بهترین تهیه‌کننده سریال شبکه نمایش خانگی از جشنواره چهارم یاس (سریال ساخت ایران)[۱۵]
- برنده جایزه تهیه‌کننده بهترین فیلم کمدی در آسیا از جشنواره رنگین کمان آسیا (فیلم سینمایی زاپاس)[۱۶]

- برنده جایزه بهترین فیلم کمدی از جشنواره چند فرهنگی کانادا (Canadian Diversity Film Festival)(تهیه‌کنندگی فیلم سینمایی زاپاس)
- برنده جایزه بهترین اثر نمایشی از پنجمین جشنواره بین‌المللی اتحاد (تهیه‌کنندگی فیلم سینمایی خاک و مرجان)
- دارنده عنوان فیلمساز صلح از جشنواره بین‌المللی فیلم حقوق بشر جاکارتا (تهیه‌کنندگی فیلم سینمایی خاک و مرجان)
- برنده جایزه بهترین سریال طنز از شبکه جام جم (تهیه‌کنندگی سریال لطفاً دور نزنیم)
- تقدیر شده توسط شبکه جام جم و شبکه پنج سیما (تهیه‌کننده سریال دارا و ندار)
- تقدیر شده توسط نیروی انتظامی و شبکه پنج سیما (سریال غیرمحرمانه)
- برنده دیپلم افتخار بهترین فیلم داستانی از جشنواره چهارم سیما (تهیه‌کننده فیلم سینمایی- ویدئویی پل)
- تقدیر شده از شبکه اول سیما در جشنواره سوم سیما (تهیه‌کننده فیلم سینمایی- ویدئویی سفر آخر)
- برنده تندیس نقره‌ای جشنواره بین‌المللی فیلم‌های ورزشی (تهیه‌کننده سریال مستند بازی‌های پنهان)
- برنده جایزه تیزر مطلق از جشنواره فیلم دانشجویی (کارگردان و نویسنده فیلم تبلیغاتی آب‌ث)